# Vanilla imperialis
Vanilla imperialis là một loài thực vật có hoa trong họ Lan. Loài này được Kraenzl. miêu tả khoa học đầu tiên năm 1896.

## Hình ảnh

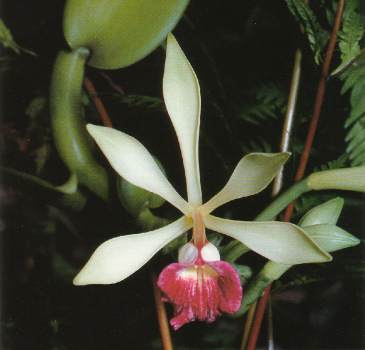
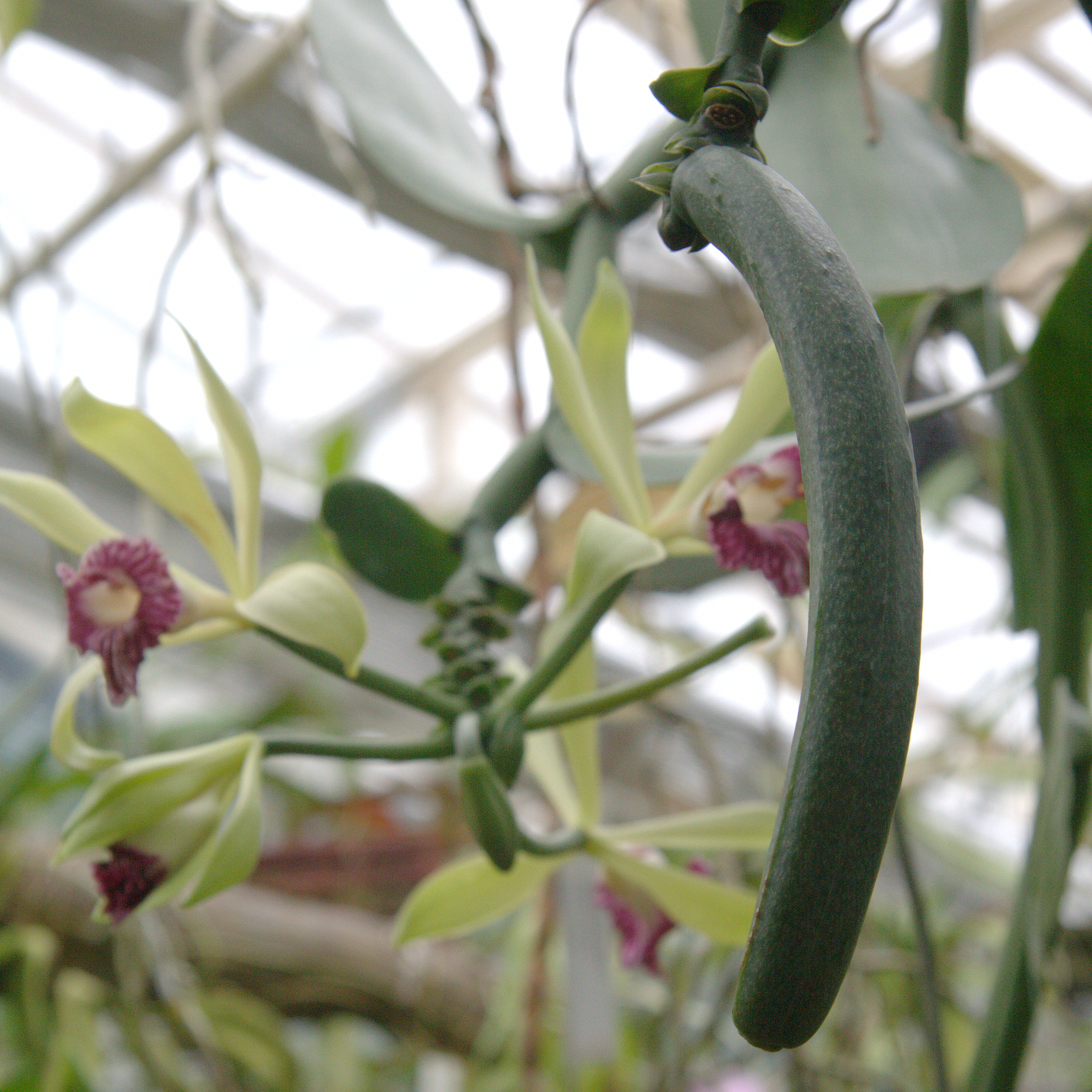